# Séries éliminatoires de la Coupe Stanley 1971
Année précédente Année suivante
Les séries éliminatoires de la Coupe Stanley 1971 font suite à la saison 1970-1971 de la Ligue nationale de hockey. Les Canadiens de Montréal remportent la Coupe Stanley en battant en finale les Black Hawks de Chicago sur le score de 4 matchs à 3.

## Contexte et déroulement des séries
Un changement est apporté cette année concernant le tableau final : le vainqueur du match opposant le 1er au 3e de la division Est rencontre ensuite le vainqueur du match opposant le 2e au 4e de la division Ouest ; le principe est répété dans l'autre moitié du tableau pour les 1er et 3e de la division Ouest et les 2e et 4e de la division Est.
Toutes les séries se déroulent au meilleur des 7 matchs.

## Tableau récapitulatif
|  | Quarts de finale | Quarts de finale | Quarts de finale | Quarts de finale |    |          | Demi-finales | Demi-finales | Demi-finales | Demi-finales |  |  | Finale | Finale | Finale | Finale |
|  |                  |                  |                  |                  |    |          |              |              |              |              |  |  |        |        |        |        |
|  |                  |                  |                  |                  |    |          |              |              |              |              |  |  |        |        |        |        |
|  |                  |                  |                  |                  |    |          |              |              |              |              |  |  |        |        |        |        |
|  | E1               | Boston           | 3                | 3                |    |          |              |              |              |              |  |  |        |        |        |        |
|  | E1               | Boston           | 3                | 3                |    |          |              |              |              |              |  |  |        |        |        |        |
|  | E3               | Montréal         | 4                | 4                |    |          |              |              |              |              |  |  |        |        |        |        |
|  | E3               | Montréal         | 4                | 4                | E3 | Montréal | 4            | 4            |              |              |  |  |        |        |        |        |
|  |                  |                  |                  |                  | E3 | Montréal | 4            | 4            |              |              |  |  |        |        |        |        |
|  |                  |                  | O4               | Minnesota        | 2  | 2        |              |              |              |              |  |  |        |        |        |        |
|  | O2               | Saint-Louis      | O4               | Minnesota        | 2  | 2        | 2            | 2            |              |              |  |  |        |        |        |        |
|  | O2               | Saint-Louis      |                  |                  |    |          |              | 2            |              |              |  |  |        |        |        |        |
|  | O4               | Minnesota        | 4                | 4                |    |          |              |              |              |              |  |  |        |        |        |        |
|  | O4               | Minnesota        | 4                | 4                | E3 | Montréal | 4            | 4            |              |              |  |  |        |        |        |        |
|  |                  |                  |                  |                  | E3 | Montréal | 4            | 4            |              |              |  |  |        |        |        |        |
|  |                  |                  | O1               | Chicago          | 3  | 3        |              |              |              |              |  |  |        |        |        |        |
|  | O1               | Chicago          | O1               | Chicago          | 3  | 3        | 4            | 4            |              |              |  |  |        |        |        |        |
|  | O1               | Chicago          |                  |                  |    |          |              |              |              |              |  |  |        |        |        |        |
|  | O3               | Philadelphie     | 0                | 0                |    |          |              |              |              |              |  |  |        |        |        |        |
|  | O3               | Philadelphie     | 0                | 0                | O1 | Chicago  | 4            | 4            |              |              |  |  |        |        |        |        |
|  |                  |                  |                  |                  | O1 | Chicago  | 4            | 4            |              |              |  |  |        |        |        |        |
|  |                  |                  | E2               | New York         | 3  | 3        |              |              |              |              |  |  |        |        |        |        |
|  | E2               | New York         | E2               | New York         | 3  | 3        | 4            | 4            |              |              |  |  |        |        |        |        |
|  | E2               | New York         |                  |                  |    |          |              | 4            |              |              |  |  |        |        |        |        |
|  | E4               | Toronto          | 2                | 2                |    |          |              |              |              |              |  |  |        |        |        |        |
|  | E4               | Toronto          | 2                | 2                |    |          |              |              |              |              |  |  |        |        |        |        |
|  |                  |                  |                  |                  |    |          |              |              |              |              |  |  |        |        |        |        |

## Détails des séries

### Quarts de finale

#### Boston contre Montréal
| 7 avril | Bruins de Boston | 3-1 (1-0, 1-1, 1-0) | Canadiens de Montréal | Boston Garden 14 994 spectateurs |

| Feuille de match | Feuille de match                                                                                                 | Feuille de match | Feuille de match                                        | Feuille de match |
| ---------------- | --- | ---------------- | ------------------------------------------------------- | ---------------- |
|                  | Orr (Stanfield, Esposito) — 3 min 57 s (SN) - Cashman (Smith, Orr) — 29 min 41 s Stanfield (Bucyk) — 48 min 47 s | 1-0 1-1 2-1 3-1  | - Ferguson (Béliveau, Cournoyer) — 21 min 34 s (SN) - - |                  |
| Cheevers         | Gardiens | Dryden           |                                                         |                  |
|                  | |                  |                                                         |                  |
| 42               | Tirs | 31               |                                                         |                  |

| 8 avril | Bruins de Boston | 5-7 (2-1, 3-1, 0-5) | Canadiens de Montréal | Boston Garden 14 994 spectateurs |

| Feuille de match | Feuille de match | Feuille de match                                | Feuille de match | Feuille de match |
| ---------------- | --- | ----------------------------------------------- | --- | ---------------- |
|                  | - Orr (Stanfield, McKenzie) — 4 min 34 s Green (Hodge, P. Esposito) — 5 min 43 s McKenzie (Orr, Stanfield) — 22 min 49 s (SN) Cashman (P. Esposito, Orr) — 26 min 31 s Sanderson (Orr, Westfall) — 28 min 41 s - - | 0-1 1-1 2-1 3-1 4-1 5-1 5-2 5-3 5-4 5-5 5-6 5-7 | Cournoyer (Béliveau) — 3 min 32 s - Richard — 35 min 33 s Béliveau (Ferguson, Cournoyer) — 42 min 58 s (SN) Béliveau (Cournoyer, Ferguson) — 44 min 22 s Lemaire — 49 min 59 s Ferguson (Béliveau) — 55 min 23 s F. Mahovlich (Roberto) — 58 min 48 s |                  |
| Johnston         | Gardiens | Dryden                                          | |                  |
|                  | |                                                 | |                  |
| 36               | Tirs | 37                                              | |                  |

| 10 avril | Canadiens de Montréal | 3-1 (0-1, 2-0, 1-0) | Bruins de Boston | Forum de Montréal 18 904 spectateurs |

| Feuille de match | Feuille de match | Feuille de match | Feuille de match                    | Feuille de match |
| ---------------- | --- | ---------------- | ----------------------------------- | ---------------- |
|                  | - F. Mahovlich (Laperrière) — 24 min 4 s Laperrière (P. Mahovlich) — 32 min 5 s F. Mahovlich (Richard) — 43 min 55 s | 0-1 1-1 2-1 3-1  | P. Esposito (Hodge) — 29 s (SN) - - |                  |
| Dryden           | Gardiens | Cheevers         |                                     |                  |
|                  | |                  |                                     |                  |
| 31               | Tirs | 38               |                                     |                  |

| 11 avril | Canadiens de Montréal | 2-5 (1-0, 0-2, 1-3) | Bruins de Boston | Forum de Montréal 18 904 spectateurs |

| Feuille de match | Feuille de match                                                                                          | Feuille de match            | Feuille de match | Feuille de match |
| ---------------- | --- | --------------------------- | --- | ---------------- |
|                  | F. Mahovlich (Laperrière, Lemaire) — 5 min 30 s (SN) - Cournoyer (Béliveau, Laperrière) — 46 min 13 s - - | 1-0 1-1 1-2 1-3 2-3 2-4 2-5 | - Orr (Cashman, Hodge) — 31 min 1 s Walton (Cashman, P. Esposito) — 38 min 26 s (SN) Orr (P. Esposito, Hodge) — 40 min 36 s - Stanfield (Bucyk) — 57 min 21 s Orr (P. Esposito, Hodge) — 59 min 57 s (IN + CV) |                  |
| Dryden           | Gardiens                                                                                                  | Cheevers                    | |                  |
|                  | |                             | |                  |
| 28               | Tirs | 34                          | |                  |

| 13 avril | Bruins de Boston | 7-3 (3-1, 2-0, 2-2) | Canadiens de Montréal | Boston Garden 14 994 spectateurs |

| Feuille de match | Feuille de match | Feuille de match                        | Feuille de match | Feuille de match |
| ---------------- | --- | --------------------------------------- | --- | ---------------- |
|                  | Cashman (P. Esposito) — 57 s - P. Esposito (McKenzie, Orr) — 9 min 32 s (SN) Walton (Orr, Sanderson) — 16 min 45 s McKenzie (Bucyk) — 31 min 44 s Westfall (Orr, Smith) — 37 min 43 s (IN) - Bucyk — 52 min 47 s Hodge — 55 min 52 s | 1-0 1-1 2-1 3-1 4-1 5-1 5-2 5-3 6-3 7-3 | - Cournoyer (Lemaire, Harper) — 5 min 38 s (IN) - F. Mahovlich (Harper, Laperrière) — 41 min 55 s Ferguson (P. Mahovlich, Houle) — 48 min 19 s - - |                  |
| Cheevers         | Gardiens | Dryden                                  | |                  |
|                  | |                                         | |                  |
| 56               | Tirs | 27                                      | |                  |

| 15 avril | Canadiens de Montréal | 8-3 (2-1, 2-1, 4-1) | Bruins de Boston | Forum de Montréal 17 491 spectateurs |

| Feuille de match | Feuille de match | Feuille de match                            | Feuille de match | Feuille de match |
| ---------------- | --- | ------------------------------------------- | --- | ---------------- |
|                  | P. Mahovlich (Tremblay) — 6 min 36 s - Richard (Lemaire, Lapointe) — 11 min 12 s - Lemaire (F. Mahovlich, Tremblay) — 30 min 34 s (SN) Tremblay (Béliveau, Bouchard) — 34 min 39 s Richard (F. Mahovlich) — 45 min 14 s P. Mahovlich (Dryden) — 54 min 45 s - Tardif (Béliveau, Cournoyer) — 57 min 15 s Laperrière (Houle) — 59 min 34 s | 1-0 1-1 2-1 2-2 3-2 4-2 5-2 6-2 6-3 7-3 8-3 | - P. Esposito (Bucyk) — 9 min 57 s (SN) - Stanfield (Bucyk, McKenzie) — 25 min 57 s (SN) - Sanderson (Smith, Westfall) — 56 min 52 s - - |                  |
| Dryden           | Gardiens | Cheevers                                    | |                  |
|                  | |                                             | |                  |
| 43               | Tirs | 32                                          | |                  |

| 18 avril | Bruins de Boston | 2-4 (1-2, 0-1, 1-1) | Canadiens de Montréal | Boston Garden 14 984 spectateurs |

| Feuille de match | Feuille de match                                    | Feuille de match        | Feuille de match | Feuille de match |
| ---------------- | --------------------------------------------------- | ----------------------- | --- | ---------------- |
|                  | Hodge — 6 min 50 s - Bucyk (Stanfield) — 41 min 2 s | 1-0 1-1 1-2 1-3 1-4 2-4 | - F. Mahovlich (Lemaire) — 14 min 48 s Houle (P. Mahovlich, Tremblay) — 17 min 38 s Tremblay (F. Mahovlich, Lemaire) — 35 min 33 s F. Mahovlich (Lemaire) — 40 min 14 s - |                  |
| Cheevers         | Gardiens                                            | Dryden                  | |                  |
|                  |                                                     |                         | |                  |
| 48               | Tirs                                                | 34                      | |                  |

#### New York contre Toronto
| 7 avril | Rangers de New York | 5-4 (1-2, 2-2, 2-0) | Maple Leafs de Toronto | Madison Square Garden 17 250 spectateurs |

| Feuille de match | Feuille de match | Feuille de match                    | Feuille de match | Feuille de match |
| ---------------- | --- | ----------------------------------- | --- | ---------------- |
|                  | - Hadfield (Gilbert, Ratelle) — 6 min 5 s (SN) - Gilbert (Park, Neilson) — 31 min 5 s (SN) - Nevin (Balon) — 39 min 57 s Hadfield (Ratelle, Gilbert) — 41 min 20 s Tkaczuk (Nevin) — 46 min 44 s | 0-1 1-1 1-2 1-3 2-3 2-4 3-4 4-4 5-4 | Keon (Baun, Ley) — 4 min 56 s - Keon — 19 min 55 s Henderson (Dorey) — 30 min 10 s - Henderson (Ullman, Ellis) — 33 min 13 s - - |                  |
| Giacomin         | Gardiens | Plante                              | |                  |
|                  | |                                     | |                  |
| 31               | Tirs | 28                                  | |                  |

| 8 avril | Rangers de New York | 1-4 (0-2, 1-1, 0-1) | Maple Leafs de Toronto | Madison Square Garden 17 250 spectateurs |

| Feuille de match | Feuille de match                                 | Feuille de match                         | Feuille de match | Feuille de match |
| ---------------- | ------------------------------------------------ | ---------------------------------------- | --- | ---------------- |
|                  | - Horton (Stemkowski, MacGregor) — 36 min 11 s - | 0-1 0-2 0-3 1-3 1-4                      | Monahan (Keon, MacMillan) — 13 min 23 s Henderson (Ullman) — 14 min 11 s Keon (MacMillan, McKenny) — 21 min 35 s - Henderson — 51 min 53 s |                  |
| Giacomin         | Gardiens                                         | Parent (55 min 18 s) Plante (4 min 42 s) | |                  |
|                  |                                                  |                                          | |                  |
| 24               | Tirs                                             | 23                                       | |                  |

| 10 avril | Maple Leafs de Toronto | 3-1 (1-0, 1-0, 1-1) | Rangers de New York | Maple Leaf Gardens 16 845 spectateurs |

| Feuille de match | Feuille de match | Feuille de match | Feuille de match                           | Feuille de match |
| ---------------- | --- | ---------------- | ------------------------------------------ | ---------------- |
|                  | Ellis (Henderson, Armstrong) — 5 min 3 s (SN) Henderson (Armstrong) — 24 min 19 s (SN) - Monahan (MacMillan, Keon) — 45 min 22 s | 1-0 2-0 2-1 3-1  | - Balon (Tkaczuk, Gilbert) — 43 min 17 s - |                  |
| Parent           | Gardiens | Villemure        |                                            |                  |
|                  | |                  |                                            |                  |
| 24               | Tirs | 34               |                                            |                  |

| 11 avril | Maple Leafs de Toronto | 2-4 (0-1, 1-3, 1-0) | Rangers de New York | Maple Leaf Gardens 16 845 spectateurs |

| Feuille de match | Feuille de match                                                        | Feuille de match        | Feuille de match | Feuille de match |
| ---------------- | ----------------------------------------------------------------------- | ----------------------- | --- | ---------------- |
|                  | - Sittler (Ley) — 39 min 33 s Sittler (Harrison, Spencer) — 51 min 12 s | 0-1 0-2 0-3 0-4 1-4 2-4 | Nevin (Neilson, Balon) — 12 min 54 s (SN) Hadfield (Tkaczuk) — 24 min 41 s Balon (Tkaczuk, Nevin) — 27 min 41 s (SN) Stewart (Sather) — 38 min 10 s (IN) - - |                  |
| Parent           | Gardiens                                                                | Giacomin                | |                  |
|                  |                                                                         |                         | |                  |
| 19               | Tirs                                                                    | 32                      | |                  |

| 13 avril | Rangers de New York | 3-1 (1-0, 1-0, 1-1) | Maple Leafs de Toronto | Madison Square Garden 17 250 spectateurs |

| Feuille de match | Feuille de match                                                                                                   | Feuille de match | Feuille de match                       | Feuille de match |
| ---------------- | --- | ---------------- | -------------------------------------- | ---------------- |
|                  | Irvine (MacGregor, Neilson) — 34 s Hadfield (Ratelle, Brown) — 24 min 59 s Nevin (Tkaczuk, Horton) — 46 min 25 s - | 1-0 2-0 3-0 3-1  | - McKenny (Sittler) — 53 min 42 s (SN) |                  |
| Giacomin         | Gardiens | Parent           |                                        |                  |
|                  | |                  |                                        |                  |
| 29               | Tirs | 25               |                                        |                  |

| 15 avril | Maple Leafs de Toronto | 1-2 (pr) (0-0, 0-1, 1-0, 0-1) | Rangers de New York | Maple Leaf Gardens 16 845 spectateurs |

| Feuille de match | Feuille de match          | Feuille de match | Feuille de match                                             | Feuille de match |
| ---------------- | ------------------------- | ---------------- | ------------------------------------------------------------ | ---------------- |
|                  | - McKenny — 57 min 26 s - | 0-1 1-1 1-2      | Nevin (Tkaczuk, Hadfield) — 32 min 39 s - Nevin — 69 min 7 s |                  |
| Plante           | Gardiens                  | Giacomin         |                                                              |                  |
|                  |                           |                  |                                                              |                  |
| 28               | Tirs                      | 38               |                                                              |                  |

#### Chicago contre Philadelphie
| 7 avril | Black Hawks de Chicago | 5-2 (2-1, 2-1, 1-0) | Flyers de Philadelphie | Chicago Stadium 19 000 spectateurs |

| Feuille de match | Feuille de match | Feuille de match            | Feuille de match                                                                          | Feuille de match |
| ---------------- | --- | --------------------------- | ----------------------------------------------------------------------------------------- | ---------------- |
|                  | B. Hull (Koroll, Stapleton) — 2 min 50 s (SN) Stapleton (Mikita, Nesterenko) — 7 min 5 s - B. Hull (Koroll, Mikita) — 26 min 24 s (IN) - Jarrett (Mikita, Stapleton) — 38 min 26 s (SN) Martin — 40 min 59 s | 1-0 2-0 2-1 3-1 3-2 4-2 5-2 | - Lesuk (Johnson, Lacroix) — 19 min 2 s (SN) - Kelly (Johnson, Van Impe) — 31 min 6 s - - |                  |
| T. Esposito      | Gardiens | Favell                      |                                                                                           |                  |
|                  | |                             |                                                                                           |                  |
| 29               | Tirs | 35                          |                                                                                           |                  |

| 8 avril | Black Hawks de Chicago | 6-2 (2-0, 3-0, 1-2) | Flyers de Philadelphie | Chicago Stadium 19 000 spectateurs |

| Feuille de match | Feuille de match | Feuille de match                | Feuille de match                                                                    | Feuille de match |
| ---------------- | --- | ------------------------------- | ----------------------------------------------------------------------------------- | ---------------- |
|                  | B. Hull (Maki) — 16 min 18 s Mikita (D. Hull, Jarrett) — 17 min Mikita (Koroll, D. Hull) — 24 min 46 s B. Hull (Campbell, Maki) — 30 min 39 s Pappin (Stapleton, O'Shea) — 38 min 57 s - Angotti — 49 min 41 s - | 1-0 2-0 3-0 4-0 5-0 5-1 6-1 6-2 | - Mair (Hillman, Bernier) — 46 min 18 s (SN) - Peters (Mair, Hillman) — 56 min 11 s |                  |
| T. Esposito      | Gardiens | Gamble                          |                                                                                     |                  |
|                  | |                                 |                                                                                     |                  |
| 38               | Tirs | 27                              |                                                                                     |                  |

| 10 avril | Flyers de Philadelphie | 2-3 (1-1, 1-0, 0-2) | Black Hawks de Chicago | The Spectrum 14 620 spectateurs |

| Feuille de match | Feuille de match                                                         | Feuille de match    | Feuille de match | Feuille de match |
| ---------------- | ------------------------------------------------------------------------ | ------------------- | --- | ---------------- |
|                  | MacLeish (Peters) — 10 min 18 s - Nolet (Lacroix) — 26 min 42 s (IN) - - | 1-0 1-1 2-1 2-2 2-3 | - Stapleton (Maki, B. Hull) — 13 min 30 s (SN) - B. Hull (Mikita, Pappin) — 45 min 42 s (SN) B. Hull (Martin, Stapleton) — 50 min 24 s (SN) |                  |
| Favell           | Gardiens                                                                 | T. Esposito         | |                  |
|                  |                                                                          |                     | |                  |
| 30               | Tirs                                                                     | 31                  | |                  |

| 11 avril | Flyers de Philadelphie | 2-6 (1-2, 0-1, 1-3) | Black Hawks de Chicago | The Spectrum 14 620 spectateurs |

| Feuille de match | Feuille de match                                                            | Feuille de match                | Feuille de match | Feuille de match |
| ---------------- | --------------------------------------------------------------------------- | ------------------------------- | --- | ---------------- |
|                  | - Bernier (Mair, Nolet) — 13 min 33 s (SN) - Nolet (Gendron) — 50 min 7 s - | 0-1 0-2 1-2 1-3 1-4 1-5 2-5 2-6 | Pappin (O'Shea) — 21 s Pappin (Martin, B. Hull) — 9 min 16 s (SN) - Martin (Stapleton, O'Shea) — 29 min 54 s Koroll (Mikita, B. Hull) — 43 min 24 s Koroll (Mikita, B. Hull) — 48 min 37 s - Pappin (Jarrett, Magnuson) — 51 min 26 s |                  |
| Gamble           | Gardiens                                                                    | T. Esposito                     | |                  |
|                  |                                                                             |                                 | |                  |
| 40               | Tirs                                                                        | 29                              | |                  |

#### Saint-Louis contre Minnesota
| 7 avril | Blues de Saint-Louis | 2-3 (1-1, 0-0, 1-2) | North Stars du Minnesota | St. Louis Arena 18 590 spectateurs |

| Feuille de match | Feuille de match                                     | Feuille de match    | Feuille de match                                                                                         | Feuille de match |
| ---------------- | ---------------------------------------------------- | ------------------- | --- | ---------------- |
|                  | - Huck — 10 min 52 s - Unger (Roberts) — 59 min 56 s | 0-1 1-1 1-2 1-3 2-3 | Drouin — 5 min 16 s - Parisé (Grant) — 43 min 57 s (SN) Grant (Drouin, Goldsworthy) — 47 min 12 s (SN) - |                  |
| Hall             | Gardiens                                             | Maniago             | |                  |
|                  |                                                      |                     | |                  |
| 44               | Tirs                                                 | 22                  | |                  |

| 8 avril | Blues de Saint-Louis | 4-2 (0-0, 1-0, 3-2) | North Stars du Minnesota | St. Louis Arena 18 774 spectateurs |

| Feuille de match | Feuille de match | Feuille de match        | Feuille de match                                                                   | Feuille de match |
| ---------------- | --- | ----------------------- | ---------------------------------------------------------------------------------- | ---------------- |
|                  | McCreary — 30 min 19 s - Roberts (Brewer) — 43 min 49 s (IN) Connelly (Huck, St. Marseille) — 48 min 36 s (SN) - Roberts — 59 min 40 s (CV) | 1-0 1-1 2-1 3-1 3-2 4-2 | - Oliver (Nanne, Harris) — 40 min 9 s (SN) - Oliver (Nanne, Burns) — 50 min 58 s - |                  |
| Wakely           | Gardiens | Maniago                 |                                                                                    |                  |
|                  | |                         |                                                                                    |                  |
| 30               | Tirs | 28                      |                                                                                    |                  |

| 10 avril | North Stars du Minnesota | 0-3 (0-0, 0-2, 0-1) | Blues de Saint-Louis | Met Center 15 339 spectateurs |

| Feuille de match | Feuille de match | Feuille de match | Feuille de match | Feuille de match |
| ---------------- | ---------------- | ---------------- | --- | ---------------- |
|                  | - -              | 0-1 0-2 0-3      | St. Marseille (Ba. Plager, Huck) — 28 min 4 s (SN) Picard (Connelly, Bo. Plager) — 39 min 17 s (SN) Crisp (Bo. Plager) — 48 min 39 s |                  |
| Maniago          | Gardiens         | Wakely           | |                  |
|                  |                  |                  | |                  |
| 29               | Tirs             | 27               | |                  |

| 11 avril | North Stars du Minnesota | 2-1 (0-1, 0-0, 2-0) | Blues de Saint-Louis | Met Center 14 657 spectateurs |

| Feuille de match | Feuille de match                                                           | Feuille de match | Feuille de match           | Feuille de match |
| ---------------- | -------------------------------------------------------------------------- | ---------------- | -------------------------- | ---------------- |
|                  | - Rousseau (Reid, Hampson) — 42 min 44 s Burns (Oliver, Reid) — 43 min 8 s | 0-1 1-1 2-1      | Unger — 4 min 8 s (IN) - - |                  |
| Worsley          | Gardiens                                                                   | Hall             |                            |                  |
|                  |                                                                            |                  |                            |                  |
| 22               | Tirs                                                                       | 23               |                            |                  |

| 13 avril | Blues de Saint-Louis | 3-4 (1-2, 2-1, 0-1) | North Stars du Minnesota | St. Louis Arena 19 132 spectateurs |

| Feuille de match | Feuille de match | Feuille de match            | Feuille de match | Feuille de match |
| ---------------- | --- | --------------------------- | --- | ---------------- |
|                  | Cameron (Picard, Bordeleau) — 4 min 28 s - Cameron (McCreary, Bordeleau) — 22 min 42 s - Connelly (Lorentz, Unger) — 29 min 43 s - | 1-0 1-1 1-2 2-2 2-3 3-3 3-4 | - Oliver (Drouin, Mohns) — 5 min 3 s (SN) Drouin (Grant, Nanne) — 16 min 33 s (SN) - Drouin — 22 min 49 s - Nanne (Oliver, Reid) — 56 min 25 s |                  |
| Hall             | Gardiens | Worsley                     | |                  |
|                  | |                             | |                  |
| 36               | Tirs | 22                          | |                  |

| 15 avril | North Stars du Minnesota | 5-2 (0-0, 4-1, 1-1) | Blues de Saint-Louis | Met Center 15 370 spectateurs |

| Feuille de match | Feuille de match | Feuille de match            | Feuille de match                                                                    | Feuille de match |
| ---------------- | --- | --------------------------- | ----------------------------------------------------------------------------------- | ---------------- |
|                  | - Hampson (Rousseau, Harris) — 30 min 34 s Nanne (Oliver, Mohns) — 30 min 58 s Rousseau (Hampson, Parisé) — 34 min 15 s (SN) Mohns — 39 min 29 s (SN) Mohns (Parisé, Rousseau) — 47 min 1 s - | 0-1 1-1 2-1 3-1 4-1 5-1 5-2 | St. Marseille (Unger, Brewer) — 24 min 45 s (SN) - Unger (Bo. Plager) — 57 min 20 s |                  |
| Worsley          | Gardiens | Wakely                      |                                                                                     |                  |
|                  | |                             |                                                                                     |                  |
| 30               | Tirs | 21                          |                                                                                     |                  |

### Demi-finales

#### Chicago contre New York
| 18 avril | Black Hawks de Chicago | 1-2 (pr) (1-0, 0-0, 0-0, 1-1) | Rangers de New York | Chicago Stadium 16 666 spectateurs |

| Feuille de match | Feuille de match                                   | Feuille de match | Feuille de match                                                                        | Feuille de match |
| ---------------- | -------------------------------------------------- | ---------------- | --------------------------------------------------------------------------------------- | ---------------- |
|                  | Koroll (Stapleton, D. Hull) — 12 min 59 s (SN) - - | 1-0 1-1 1-2      | - Ratelle (Hadfield, Gilbert) — 36 min 44 s Stemkowski (MacGregor, Rolfe) — 61 min 37 s |                  |
| T. Esposito      | Gardiens                                           | Giacomin         |                                                                                         |                  |
|                  |                                                    |                  |                                                                                         |                  |
| 42               | Tirs                                               | 34               |                                                                                         |                  |

| 20 avril | Black Hawks de Chicago | 3-0 (1-0, 1-0, 1-0) | Rangers de New York | Chicago Stadium 16 666 spectateurs |

| Feuille de match | Feuille de match | Feuille de match | Feuille de match | Feuille de match |
| ---------------- | --- | ---------------- | ---------------- | ---------------- |
|                  | Koroll (Mikita, Jarrett) — 17 min 54 s D. Hull (Koroll, Stapleton) — 34 min 6 s D. Hull (Jarrett) — 59 min 45 s (CV) | 1-0 2-0 3-0      | - -              |                  |
| T. Esposito      | Gardiens | Giacomin         |                  |                  |
|                  | |                  |                  |                  |
| 29               | Tirs | 32               |                  |                  |

| 22 avril | Rangers de New York | 4-1 (3-1, 0-0, 1-0) | Black Hawks de Chicago | Madison Square Garden 17 250 spectateurs |

| Feuille de match | Feuille de match                                                                           | Feuille de match    | Feuille de match                | Feuille de match |
| ---------------- | ------------------------------------------------------------------------------------------ | ------------------- | ------------------------------- | ---------------- |
|                  | Hadfield (Rolfe) - Gilbert (Ratelle, Horton) Hadfield (Gilbert) Hadfield (Ratelle, Horton) | 1-0 1-1 2-1 3-1 4-1 | - Mikita (Koroll, Magnuson) - - |                  |
| Giacomin         | Gardiens                                                                                   | T. Esposito         |                                 |                  |
|                  |                                                                                            |                     |                                 |                  |
| 32               | Tirs                                                                                       | 17                  |                                 |                  |

| 25 avril | Rangers de New York | 1-7 (0-1, 0-3, 1-3) | Black Hawks de Chicago | Madison Square Garden 17 250 spectateurs |

| Feuille de match                     | Feuille de match                                | Feuille de match                | Feuille de match | Feuille de match |
| ------------------------------------ | ----------------------------------------------- | ------------------------------- | --- | ---------------- |
|                                      | - Balon (Park, Stemkowski) — 54 min 34 s (SN) - | 0-1 0-2 0-3 0-4 0-5 0-6 1-6 1-7 | Pappin (O'Shea, Maloney) — 12 min 49 s White (B. Hull) — 25 min 43 s O'Shea (B. Hull, Stapleton) — 27 min 28 s Mikita (Stapleton, White) — 37 min 23 s D. Hull (Mikita) — 40 min 14 s Maki — 52 min 9 s - Koroll (Pappin, B. Hull) — 58 min 24 s |                  |
| Giacomin (40 min) Villemure (20 min) | Gardiens                                        | T. Esposito                     | |                  |
|                                      |                                                 |                                 | |                  |
| 28                                   | Tirs                                            | 35                              | |                  |

| 27 avril | Black Hawks de Chicago | 3-2 (pr) (2-1, 0-1, 0-1, 0-0) | Rangers de New York | Chicago Stadium 16 666 spectateurs |

| Feuille de match | Feuille de match                                                                                               | Feuille de match    | Feuille de match                                                            | Feuille de match |
| ---------------- | --- | ------------------- | --------------------------------------------------------------------------- | ---------------- |
|                  | Stapleton (Martin, B. Hull) — 10 min 56 s Maki (Stapleton) — 15 min 41 s (SN) - B. Hull (Martin) — 66 min 35 s | 1-0 2-0 2-1 2-2 3-2 | - Hadfield (Ratelle, Gilbert) — 15 min 57 s Seiling (Nevin) — 39 min 28 s - |                  |
| T. Esposito      | Gardiens | Giacomin            |                                                                             |                  |
|                  | |                     |                                                                             |                  |
| 31               | Tirs | 29                  |                                                                             |                  |

| 29 avril | Rangers de New York | 3-2 (3 pr) (0-1, 1-1, 1-0, 0-1, 0-0, 0-0) | Black Hawks de Chicago | Madison Square Garden 17 250 spectateurs |

| Feuille de match | Feuille de match | Feuille de match    | Feuille de match                                                                | Feuille de match |
| ---------------- | --- | ------------------- | ------------------------------------------------------------------------------- | ---------------- |
|                  | - Gilbert (Hadfield, Park) — 27 min 7 s Ratelle (Hadfield, Gilbert) — 44 min 21 s Stemkowski (Irvine, Horton) — 101 min 29 s | 0-1 0-2 1-2 2-2 3-2 | D. Hull (Mikita, Koroll) — 10 min 19 s Maki (Martin, B. Hull) — 21 min 54 s - - |                  |
| Giacomin         | Gardiens | T. Esposito         |                                                                                 |                  |
|                  | |                     |                                                                                 |                  |
| 48               | Tirs | 26                  |                                                                                 |                  |

| 2 mai | Black Hawks de Chicago | 4-2 (1-1, 1-1, 2-0) | Rangers de New York | Chicago Stadium |

| Feuille de match | Feuille de match | Feuille de match        | Feuille de match                                                                             | Feuille de match |
| ---------------- | --- | ----------------------- | -------------------------------------------------------------------------------------------- | ---------------- |
|                  | Pappin (Maki, Stapleton) — 14 min 49 s (SN) - Koroll (B. Hull, Stapleton) — 33 min 27 s (SN) B. Hull (Angotti) — 44 min 35 s Maki (B. Hull, White) — 59 min 34 s (CV) | 1-0 1-1 1-2 2-2 3-2 4-2 | - Stemkowski (MacGregor, Irvine) — 18 min 31 s Gilbert (Hadfield, Ratelle) — 31 min 43 s - - |                  |
| T. Esposito      | Gardiens | Giacomin                |                                                                                              |                  |
|                  | |                         |                                                                                              |                  |
| 29               | Tirs | 38                      |                                                                                              |                  |

#### Montréal contre Minnesota
| 20 avril | Canadiens de Montréal | 7-2 (0-1, 4-0, 3-1) | North Stars du Minnesota | Forum de Montréal 16 077 spectateurs |

| Feuille de match | Feuille de match | Feuille de match                    | Feuille de match                                                                  | Feuille de match |
| ---------------- | --- | ----------------------------------- | --------------------------------------------------------------------------------- | ---------------- |
|                  | - Tardif (Béliveau, Tremblay) — 25 min 48 s Lemaire (Richard, F. Mahovlich) — 31 min 7 s Lemaire (P. Mahovlich, Tremblay) — 36 min 33 s Lemaire (F. Mahovlich, Laperrière) — 38 min 51 s Tardif (Tremblay, Béliveau) — 47 min 26 s Lapointe (Tremblay) — 55 min 21 s (SN) - F. Mahovlich (Harper) — 57 min 40 s | 0-1 1-1 2-1 3-1 4-1 5-1 6-1 6-2 7-2 | Grant (Rousseau, Gibbs) — 11 min 45 s (SN) - Goldsworthy (Drouin) — 57 min 12 s - |                  |
| Dryden           | Gardiens | Worsley                             |                                                                                   |                  |
|                  | |                                     |                                                                                   |                  |
| 32               | Tirs | 28                                  |                                                                                   |                  |

| 22 avril | Canadiens de Montréal | 3-6 (0-4, 2-1, 1-1) | North Stars du Minnesota | Forum de Montréal 16 601 spectateurs |

| Feuille de match | Feuille de match | Feuille de match                    | Feuille de match | Feuille de match |
| ---------------- | --- | ----------------------------------- | --- | ---------------- |
|                  | - P. Mahovlich (Cournoyer, Tremblay) — 24 min 17 s Lapointe (Cournoyer, Tardif) — 36 min 41 s - Béliveau (Richard, Laperrière) — 44 min 59 s - | 0-1 0-2 0-3 0-4 1-4 2-4 2-5 3-5 3-6 | Parisé (Grant, Reid) — 5 min 14 s (SN) Drouin (Goldsworthy, Grant) — 10 min 4 s Hampson (Rousseau, Grant) — 15 min 58 s (SN) Nanne — 19 min 4 s - Oliver (Reid) — 37 min 46 s - Burns — 59 min 36 s |                  |
| Dryden           | Gardiens | Maniago                             | |                  |
|                  | |                                     | |                  |
| 35               | Tirs | 35                                  | |                  |

| 24 avril | North Stars du Minnesota | 3-6 (1-2, 1-3, 1-1) | Canadiens de Montréal | Met Center 15 364 spectateurs |

| Feuille de match | Feuille de match                                                                                               | Feuille de match                    | Feuille de match | Feuille de match |
| ---------------- | --- | ----------------------------------- | --- | ---------------- |
|                  | Oliver (Burns, Nanne) — 7 min 11 s - Grant (Harris) — 36 min 56 s - Goldsworthy (Drouin, Harris) — 59 min 34 s | 1-0 1-1 1-2 1-3 1-4 1-5 2-5 2-6 3-6 | - F. Mahovlich (Lemaire) — 8 min 37 s Lemaire (F. Mahovlich, Richard) — 17 min 39 s Cournoyer (Ferguson) — 21 min 45 s Tremblay (Cournoyer, F. Mahovlich) — 25 min 17 s (SN) Laperrière (Harper, F. Mahovlich) — 28 min 30 s - Laperrière (Béliveau, Ferguson) — 42 min 26 s - |                  |
| Maniago          | Gardiens | Dryden                              | |                  |
|                  | |                                     | |                  |
| 33               | Tirs | 31                                  | |                  |

| 25 avril | North Stars du Minnesota | 5-2 (2-1, 0-1, 3-0) | Canadiens de Montréal | Met Center 15 363 spectateurs |

| Feuille de match | Feuille de match | Feuille de match            | Feuille de match                                                           | Feuille de match |
| ---------------- | --- | --------------------------- | -------------------------------------------------------------------------- | ---------------- |
|                  | - Oliver (Drouin, Goldsworthy) — 16 min 35 s (SN) Grant (Drouin, Nanne) — 19 min 4 s (SN) - Parisé (Hampson, Rousseau) — 43 min Oliver (Burns, Nanne) — 51 min 26 s Hampson (Parisé, Rousseau) — 55 min 59 s | 0-1 1-1 2-1 2-2 3-2 4-2 5-2 | Béliveau (Cournoyer) — 1 min 22 s - Béliveau (Cournoyer) — 27 min 52 s - - |                  |
| Maniago          | Gardiens | Dryden                      |                                                                            |                  |
|                  | |                             |                                                                            |                  |
| 42               | Tirs | 37                          |                                                                            |                  |

| 27 avril | Canadiens de Montréal | 6-1 (0-0, 1-0, 5-1) | North Stars du Minnesota | Forum de Montréal 15 854 spectateurs |

| Feuille de match | Feuille de match | Feuille de match            | Feuille de match                   | Feuille de match |
| ---------------- | --- | --------------------------- | ---------------------------------- | ---------------- |
|                  | P. Mahovlich (Richard) — 22 min 24 s Lapointe (Tremblay, Béliveau) — 41 min 13 s - P. Mahovlich (Lapointe, Tremblay) — 50 min (SN) Ferguson (Cournoyer, Béliveau) — 52 min 50 s F. Mahovlich (Lemaire) — 53 min 41 s Cournoyer (Ferguson, Béliveau) — 54 min 25 s | 1-0 2-0 2-1 3-1 4-1 5-1 6-1 | - Grant (Drouin) — 41 min 40 s - - |                  |
| Dryden           | Gardiens | Maniago                     |                                    |                  |
|                  | |                             |                                    |                  |
| 30               | Tirs | 27                          |                                    |                  |

| 29 avril | North Stars du Minnesota | 2-3 (1-1, 1-2, 0-0) | Canadiens de Montréal | Met Center 15 422 spectateurs |

| Feuille de match | Feuille de match                                                               | Feuille de match    | Feuille de match | Feuille de match |
| ---------------- | ------------------------------------------------------------------------------ | ------------------- | --- | ---------------- |
|                  | Burns (Oliver, Reid) — 9 min 50 s - Drouin (Reid, Goldsworthy) — 29 min 18 s - | 1-0 1-1 1-2 2-2 2-3 | - Cournoyer (Tremblay, F. Mahovlich) — 16 min (SN) Larose (Lemaire) — 21 min 7 s - Houle (Richard, Lapointe) — 33 min 29 s |                  |
| Maniago          | Gardiens                                                                       | Dryden              | |                  |
|                  |                                                                                |                     | |                  |
| 32               | Tirs                                                                           | 37                  | |                  |

### Finale
| 4 mai | Black Hawks de Chicago | 2-1 (2 pr) (0-0, 0-1, 1-0, 0-0, 1-0) | Canadiens de Montréal | Chicago Stadium |

| Feuille de match | Feuille de match                                                                    | Feuille de match | Feuille de match                                    | Feuille de match |
| ---------------- | ----------------------------------------------------------------------------------- | ---------------- | --------------------------------------------------- | ---------------- |
|                  | B. Hull (Pappin, Stapleton) — 47 min 54 s (SN) Pappin (Mikita, White) — 81 min 11 s | 0-1 1-1 2-1      | Lemaire (Tremblay, P. Mahovlich) — 32 min 29 s (SN) |                  |
| Esposito         | Gardiens                                                                            | Dryden           |                                                     |                  |
|                  |                                                                                     |                  |                                                     |                  |
| 58               | Tirs                                                                                | 37               |                                                     |                  |

| 6 mai | Black Hawks de Chicago | 5-3 (1-2, 2-0, 2-1) | Canadiens de Montréal | Chicago Stadium |

| Feuille de match | Feuille de match | Feuille de match                | Feuille de match                                                                                                | Feuille de match |
| ---------------- | --- | ------------------------------- | --- | ---------------- |
|                  | B. Hull (Maki, Angotti) — 4 min 39 s (SN) Maki (Angotti, B. Hull) — 11 min 58 s Pappin (O'Shea, Foley) — 13 min 50 s Angotti — 7 min 27 s Angotti — 16 min 47 s | 1-0 1-1 1-2 2-2 3-2 4-2 4-3 5-3 | Lemaire (Tremblay) — 9 min 6 s (SN) P. Mahovlich (Tremblay, Laperriere) — 17 min 58 s F. Mahovlich — 8 min 56 s |                  |
| Esposito         | Gardiens | Dryden                          | |                  |
|                  | |                                 | |                  |
| 35               | Tirs | 27                              | |                  |

| 9 mai | Canadiens de Montréal | 4-2 (0-2, 2-0, 2-0) | Black Hawks de Chicago | Forum de Montréal 17 441 spectateurs |

| Feuille de match | Feuille de match | Feuille de match        | Feuille de match                                                                 | Feuille de match |
| ---------------- | --- | ----------------------- | -------------------------------------------------------------------------------- | ---------------- |
|                  | P. Mahovlich — 25 min 56 s F. Mahovlich (Béliveau, Cournoyer) — 37 min 34 s (SN) Cournoyer (Harper) — 46 min 23 s F. Mahovlich (Lapointe) — 52 min 13 s (SN) | 0-1 0-2 1-2 2-2 3-2 4-2 | Koroll (B. Hull, Mikita) — 4 min 26 s (SN) B. Hull (Pappin, Martin) — 13 min 8 s |                  |
| Dryden           | Gardiens | Esposito                |                                                                                  |                  |
|                  | |                         |                                                                                  |                  |
| 40               | Tirs | 18                      |                                                                                  |                  |

| 11 mai | Canadiens de Montréal | 5-2 (3-1, 2-1, 0-0) | Black Hawks de Chicago | Forum de Montréal 17 678 spectateurs |

| Feuille de match | Feuille de match | Feuille de match            | Feuille de match                                                           | Feuille de match |
| ---------------- | --- | --------------------------- | -------------------------------------------------------------------------- | ---------------- |
|                  | P. Mahovlich (Harper, Laperriere) — 1 min Beliveau (Cournoyer, F. Mahovlich) — 6 min 54 s (SN) Lapointe (Houle, Richard) — 16 min 33 s Cournoyer — 29 min 7 s Cournoyer (F. Mahovlich, P. Mahovlich) — 35 min 53 s (SN) | 1-0 1-1 2-1 3-1 4-1 4-2 5-2 | Mikita (Koroll, Stapleton) — 3 min 9 s (SN) D. Hull (Mikita) — 32 min 30 s |                  |
| Dryden           | Gardiens | Esposito                    |                                                                            |                  |
|                  | |                             |                                                                            |                  |
| 32               | Tirs | 32                          |                                                                            |                  |

| 13 mai | Black Hawks de Chicago | 2-0 (1-0, 1-0, 0-0) | Canadiens de Montréal | Chicago Stadium |

| Feuille de match | Feuille de match                                                                    | Feuille de match | Feuille de match | Feuille de match |
| ---------------- | ----------------------------------------------------------------------------------- | ---------------- | ---------------- | ---------------- |
|                  | D. Hull (Koroll, B. Hull) — 10 min 57 s (SN) Koroll (D. Hull, Mikita) — 31 min 26 s | 1-0 2-0          |                  |                  |
| Esposito         | Gardiens                                                                            | Dryden           |                  |                  |
|                  |                                                                                     |                  |                  |                  |
| 22               | Tirs                                                                                | 31               |                  |                  |

| 16 mai | Canadiens de Montréal | 4-3 (1-1, 1-2, 2-0) | Black Hawks de Chicago | Forum de Montréal 17 817 spectateurs |

| Feuille de match | Feuille de match | Feuille de match            | Feuille de match                                                                                 | Feuille de match |
| ---------------- | --- | --------------------------- | ------------------------------------------------------------------------------------------------ | ---------------- |
|                  | Cournoyer (Béliveau, F. Mahovlich) — 12 min 33 s P. Mahovlich (Houle, Ferguson) — 25 min 4 s F. Mahovlich (Béliveau) — 45 min 10 s P. Mahovlich (F. Mahovlich) — 48 min 55 s (IN) | 0-1 1-1 2-1 2-2 2-3 3-3 3-4 | Pappin — 11 min 25 s Maki (White, B. Hull) — 37 min 40 s Pappin (Jarrett, B. Hull) — 38 min 48 s |                  |
| Dryden           | Gardiens | Esposito                    |                                                                                                  |                  |
|                  | |                             |                                                                                                  |                  |
| 16               | Tirs | 30                          |                                                                                                  |                  |

| 18 mai | Black Hawks de Chicago | 2-3 (1-0, 1-2, 0-1) | Canadiens de Montréal | Chicago Stadium |

| Feuille de match | Feuille de match                                                           | Feuille de match    | Feuille de match                                                                                           | Feuille de match |
| ---------------- | -------------------------------------------------------------------------- | ------------------- | --- | ---------------- |
|                  | D. Hull (B. Hull, Koroll) — 19 min 12 s (SN) O'Shea (Martin) — 27 min 33 s | 1-0 2-0 2-1 2-2 2-3 | Lemaire (Laperrière) — 34 min 18 s Richard (Lemaire) — 38 min 20 s Richard (Houle, Lapointe) — 42 min 34 s |                  |
| Esposito         | Gardiens                                                                   | Dryden              | |                  |
|                  |                                                                            |                     | |                  |
| 33               | Tirs                                                                       | 25                  | |                  |